# 377
377是376與378之間的自然數。

## 在數學中
- 合數，正因數有1、13、29和377。
質因數分解為{\displaystyle 13\times 29}。
- 虧數，真因數和為43，虧度為334。
- 不尋常數，大於平方根的質因數為29。
- 半質數。
- 無平方數因數的數。
- 第14個斐波那契數。前一個為233、下一個為610。
- 十进制的奢侈數。
- 由於斐波那契数有「{\displaystyle F_{n}}整除{\displaystyle F_{m}}，若且唯若n整除m，其中n≧3」這個性質[1]，故377=F14可被13=F7整除，因此377是一個合數。

- 在十二進制中，377的倒數的循環節位數只有4位數，其值為0.0047。

- 377為前6個質數的平方和：{\displaystyle {{{{{{{2}^{2}}+{{3}^{2}}}+{{5}^{2}}}+{{7}^{2}}}+{{11}^{2}}}+{{13}^{2}}}=377}。[2]

## 在其他領域中
- 377是網路用語，為生氣氣的諧音。
- 有一種美白的成分叫做377。[3]